# Konstantín Volkov
Konstantín Volkov (en ruso: Константин Юрьевич Волков; Unión Soviética, 28 de febrero de 1960) fue un atleta soviético, especializado en la prueba de salto con pértiga en la que llegó a ser subcampeón del mundo en 1983.

## Carrera deportiva
En el Mundial de Helsinki 1983 ganó la medalla de plata en salto con pértiga, con un salto de 5,60 metros, quedando tras su compatriota el también soviético Serguéi Bubka (oro con 5.70 m) y por delante del búlgaro Atanas Tarev (bronce con 5,60 m, altura en la que necesito más intentos).